# Santi Gioacchino e Anna (Marinoni)
La tavola Santi Gioacchino e Anna è un'opera a tempera su tavola realizzata da Antonio Marinoni della bottega marinoniana di Desenzano al Serio. Faceva parte di un polittico smembrato e perso e conservato in collezione privata a Torino.

## Storia
La tavola raffigurante la copia di santi genitori della Vergine sant'Anna e san Gioacchino, era probabilmente lo scomparto laterale sinistro di un polittico poi smembrato e non più esistente di cui non si conosce la sede originaria.
Il pannello venne documentato per la prima volta il 20 novembre 1987 sul mercato dell'antiquariato della Galerie Koller di Zurigo con l'attribuzione ad un ipotetico Maestro di Monte di Nese che già dimostrava di avere correttamente orientato l'autore. Lo si ritrova il 6 luglio 1988 a Londra nell'asta d'arte Sotheby's lotto 187, che fa riferimento alla scuola delle Marche del XVI secolo. Fu solo Marco Tanzi nel 1989 a assegnare l'opera al Maestro del Romacolo trovando molte assonanze con il Polittico del Romacolo, lavoro già assegnato al bergamasco Antonio Marinoni e al Polittico della Madonna conservato nella chiesa di Monte di Nese. La tavola fu acquisita da un collezionista ed esposta nel medesimo anno a Torino nella mostra Piemontesi e Lombardi tra Quattrocento e Cinquecento.
Il pannello fu restaurato nel 1988 a Torino dal laboratorio E. Giovine e L. De Vero che hanno reintegrato alcune mancanze di colore. Il pannello risultava integro con ai bordi la presenza della battuta che indicava la cornice originaria che conteneva l'intero polittico. Sul bordo fu possibile ritrovare tracce della parte centinata poi integrata con una copertura a fondo oro per motivi prettamente d'antiquariato.

## Descrizione

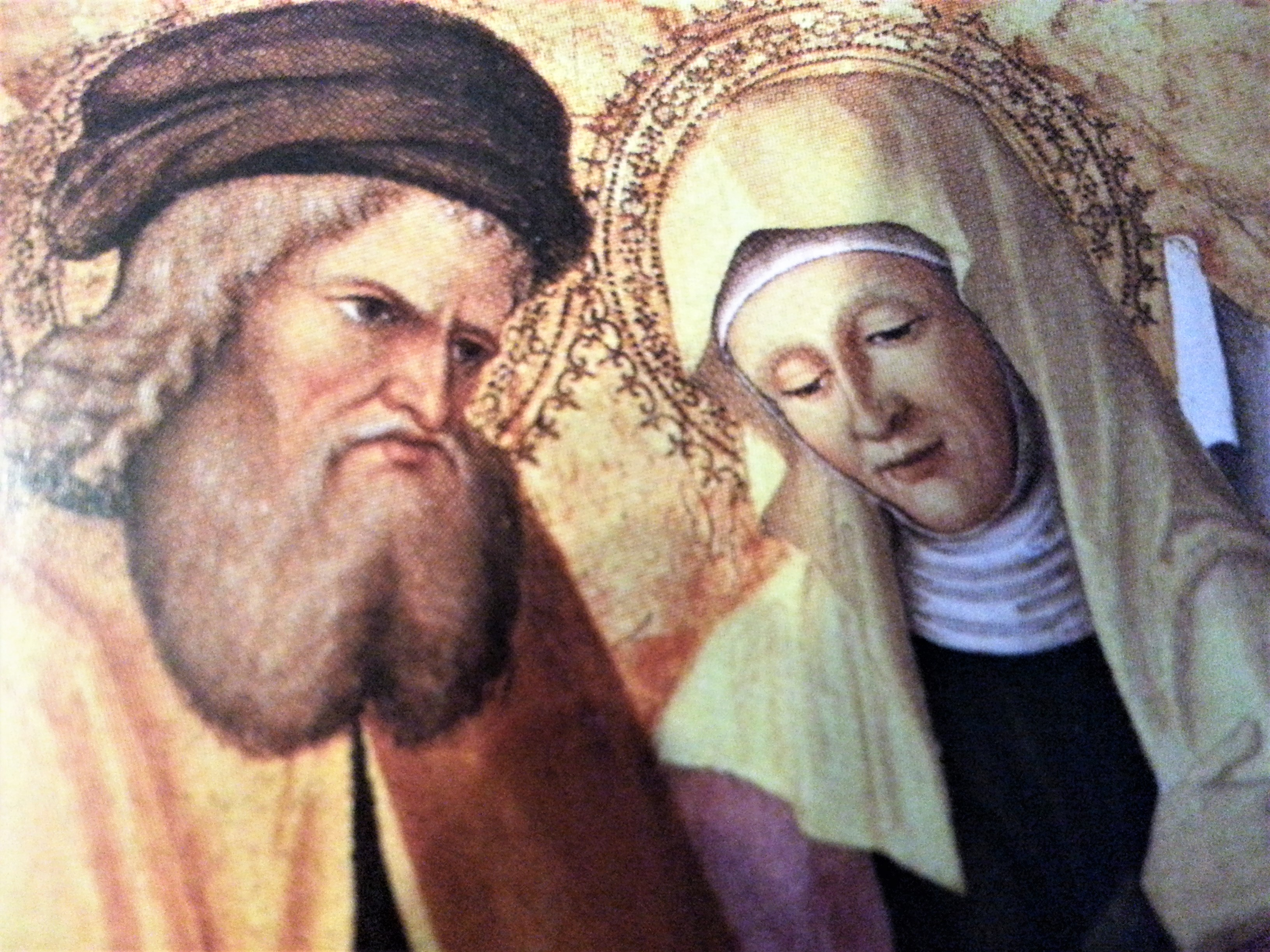
Particolare della tavola di Anna e Gioacchino

I due santi sono raffigurati avvolti in un grande cartiglio che probabilmente riportava la scritta: per la parte del santo ECCE VIRGO CONCIPIET, per la parte della santa ECCE VIRGO PEPERIT.

Il pannello è riconducibile alla bottega di Desenzano al Serio per alcune caratteristiche. In particolare la sua riconduzione alle opere del Vivarini che aveva affrescato la chiesa di San Giorgio, a cui più volte le opere marinoniane sono riconducibili, la corrispondenza nella descrizione ad altre pitture delle medesima bottega. Il pannello viene avvicinato a quelli facenti parte del Polittico del Romacolo dove i santi vengono rappresentati nello spazio esiguo con la medesima forzatura, così come san Gioacchino si avvicina nella fisionomia con gli occhi delineati da una linea nera, il naso allungato e con la punta tonda e schiacciata, dove il panneggio è semplificato e secco al sant'Abate del medesimo polittico di cui alcune parti son conservate nella pinacoteca dell'Accademia Carrara. Anche sant'Anna è avvicinabile a san Sebastiano del polittico della Trinità della chiesa della Santissima Trinità di Casnigo.